# Danh sách ngọn hải đăng ở Tây Ban Nha
Danh sách các ngọn Hải đăng ở Tây Ban Nha.
| Tên                         | Image | Vị trí & Tọa độ                                                         | Tỉnh / Cộng đồng                      | Thủy vực      | Năm xây   | Chiều cao tháp | Chiều cao tâm    | Bao phủ        |
| --------------------------- | ----- | ----------------------------------------------------------------------- | ------------------------------------- | ------------- | --------- | -------------- | ---------------- | -------------- |
| Adra                        |       | Adra 36°44′53″B 3°01′52″T / 36,74796°B 3,03098°T                        | Almería Andalusia                     | Mediterranean | 1883/1986 | 26 m (85 ft)   | 49 m (161 ft)    | 16 nmi (30 km) |
| Águilas                     |       | Águilas 37°24′06″B 1°34′41″T / 37,40169°B 1,57802°T                     | Murcia                                | Mediterranean | 1860/1973 | 23 m (75 ft)   | 30 m (98 ft)     | 13 nmi (24 km) |
| Albir                       |       | L'Alfàs del Pi 38°33′49″B 0°03′00″T / 38,56363°B 0,05007°T              | Alicante Valencian Community          | Mediterranean | 1863      | 8 m (26 ft)    | 112 m (367 ft)   | 15 nmi (28 km) |
| Alcanada                    |       | Majorca 39°50′07″B 3°10′16″Đ / 39,83541°B 3,17117°Đ                     | Balearic Islands                      | Mediterranean | 1861      | 15 m (49 ft)   | 22 m (72 ft)     | 11 nmi (20 km) |
| Almería                     |       | Almeria 36°49′42″B 2°29′32″T / 36,82845°B 2,49231°T                     | Almería Andalusia                     | Mediterranean | 1976      | 7 m (23 ft)    | 77 m (253 ft)    | 19 nmi (35 km) |
| Arenas Blancas              |       | La Palma 28°34′12″B 17°45′38″T / 28,56992°B 17,76056°T                  | Santa Cruz de Tenerife Canary Islands | Atlantic      | 1993      | 38 m (125 ft)  | 46 m (151 ft)    | 20 nmi (37 km) |
| Avilés                      |       | Avilés 43°35′44″B 5°56′43″T / 43,59559°B 5,94533°T                      | Asturias                              | Atlantic      | 1863      | 15 m (49 ft)   | 40 m (131 ft)    | 20 nmi (37 km) |
| Barbate                     |       | Barbate 36°11′13″B 5°55′24″T / 36,18693°B 5,92323°T                     | Cádiz Andalusia                       | Atlantic      | 1980      | 18 m (59 ft)   | 23 m (75 ft)     | 10 nmi (19 km) |
| Bleda Plana                 |       | Ibiza 38°58′47″B 1°09′32″Đ / 38,97984°B 1,15902°Đ                       | Balearic Islands                      | Mediterranean | 1972      | 8 m (26 ft)    | 28 m (92 ft)     | 10 nmi (19 km) |
| Botafoc                     |       | Ibiza 38°54′15″B 1°27′14″Đ / 38,90416°B 1,45388°Đ                       | Balearic Islands                      | Mediterranean | 1861      | 16 m (52 ft)   | 31 m (102 ft)    | 14 nmi (26 km) |
| Buenavista                  |       | Tenerife 28°23′28″B 16°50′11″T / 28,39108°B 16,8365°T                   | Santa Cruz de Tenerife Canary Islands | Atlantic      | 1990      | 41 m (135 ft)  | 77 m (253 ft)    | 20 nmi (37 km) |
| Caballo                     |       | Santoña 43°27′05″B 3°25′32″T / 43,45149°B 3,42558°T                     | Cantabria                             | Atlantic      | 1863      | 8 m (26 ft)    | 24 m (79 ft)     | Inactive       |
| Cabo Canet                  |       | Canet d'en Berenguer 39°40′28″B 0°12′28″T / 39,67449°B 0,20765°T        | Valencia Valencian Community          | Mediterranean | 1904      | 30 m (98 ft)   | 33 m (108 ft)    | 20 nmi (37 km) |
| Cabo de Gata                |       | Cabo de Gata 36°43′18″B 2°11′34″T / 36,72165°B 2,19288°T                | Almería Andalusia                     | Mediterranean | 1863      | 19 m (62 ft)   | 55 m (180 ft)    | 24 nmi (44 km) |
| Cabo de la Huerta           |       | Alicante 38°21′11″B 0°24′18″T / 38,35299°B 0,4049°T                     | Alicante Valencian Community          | Mediterranean | 1856/1980 | 9 m (30 ft)    | 38 m (125 ft)    | 14 nmi (26 km) |
| Cabo de la Nao              |       | Cap de la Nau 38°43′58″B 0°13′48″Đ / 38,73284°B 0,230005°Đ              | Alicante Valencian Community          | Mediterranean | 1928      | 20 m (66 ft)   | 122 m (400 ft)   | 23 nmi (43 km) |
| Cabo de Palos               |       | Cape Palos 37°38′05″B 0°41′25″T / 37,63468°B 0,69026°T                  | Murcia                                | Mediterranean | 1865      | 51 m (167 ft)  | 81 m (266 ft)    | 23 nmi (43 km) |
| Cabo Prior                  |       | Ferrol 43°34′03″B 8°18′52″T / 43,56761°B 8,31453°T                      | A Coruña Galicia                      | Atlantic      | 1853      | 8 m (26 ft)    | 107 m (351 ft)   | 22 nmi (41 km) |
| Cabo Prioriño               |       | Ferrol 43°27′32″B 8°20′25″T / 43,45879°B 8,34033°T                      | A Coruña Galicia                      | Atlantic      | 1854      | 6 m (20 ft)    | 36 m (118 ft)    | 23 nmi (43 km) |
| Cabo de San Antonio         |       | Cape San Antonio 38°48′11″B 0°11′51″Đ / 38,80307°B 0,197421°Đ           | Alicante Valencian Community          | Mediterranean | 1855/1861 | 17 m (56 ft)   | 175 m (574 ft)   | 26 nmi (48 km) |
| Cabo de Santa Pola          |       | Santa Pola 38°12′34″B 0°30′49″T / 38,20951°B 0,51367°T                  | Alicante Valencian Community          | Mediterranean | 1858      | 15 m (49 ft)   | 152 m (499 ft)   | 16 nmi (30 km) |
| Cabo Mayor                  |       | Santander 43°29′25″B 3°47′27″T / 43,49041°B 3,79077°T                   | Cantabria                             | Atlantic      | 1839      | 30 m (98 ft)   | 89 m (292 ft)    | 21 nmi (39 km) |
| Cabo Sacratif               |       | Costa Tropical 36°41′40″B 3°28′06″T / 36,69444°B 3,4683°T               | Granada Andalusia                     | Mediterranean | 1863      | 17 m (56 ft)   | 98 m (322 ft)    | 25 nmi (46 km) |
| Cabo Tiñoso                 |       | Campo de Cartagena 37°32′08″B 1°06′29″T / 37,53543°B 1,1081°T           | Murcia                                | Mediterranean | 1859      | 10 m (33 ft)   | 146 m (479 ft)   | 24 nmi (44 km) |
| Cabo Tortosa                |       | Ebro Delta 40°42′56″B 0°55′42″Đ / 40,7155°B 0,92847°Đ                   | Tarragona Catalonia                   | Mediterranean | 1864/1984 | 18 m (59 ft)   | 18 m (59 ft)     | 14 nmi (26 km) |
| Cala Figuera                |       | Majorca 39°27′27″B 2°31′21″Đ / 39,45749°B 2,52237°Đ                     | Balearic Islands                      | Mediterranean | 1860      | 24 m (79 ft)   | 45 m (148 ft)    | 22 nmi (41 km) |
| Cala Nans                   |       | Cadaqués 42°16′15″B 3°17′12″Đ / 42,27087°B 3,28664°Đ                    | Girona Catalonia                      | Mediterranean | 1864      | 7 m (23 ft)    | 33 m (108 ft)    | 8 nmi (15 km)  |
| Calaburras                  |       | Mijas 36°30′27″B 4°38′23″T / 36,50737°B 4,63979°T                       | Málaga Andalusia                      | Mediterranean | 1863/1928 | 25 m (82 ft)   | 46 m (151 ft)    | 18 nmi (33 km) |
| Calella                     |       | Calella 41°36′29″B 2°38′47″Đ / 41,60816°B 2,64637°Đ                     | Barcelona Catalonia                   | Mediterranean | 1859      | 13 m (43 ft)   | 50 m (164 ft)    | 18 nmi (33 km) |
| Camarinal                   |       | Tarifa 36°05′24″B 5°48′38″T / 36,0901°B 5,81047°T                       | Cádiz Andalusia                       | Atlantic      | 1989      | 20 m (66 ft)   | 75 m (246 ft)    | 13 nmi (24 km) |
| Candás                      |       | Candás 43°35′40″B 5°45′39″T / 43,59443°B 5,76097°T                      | Asturias                              | Atlantic      | 1897/1917 | 12 m (39 ft)   | 40 m (131 ft)    | 15 nmi (28 km) |
| Cap Blanc                   |       | Majorca 39°21′49″B 2°47′16″Đ / 39,36351°B 2,7878°Đ                      | Balearic Islands                      | Mediterranean | 1863      | 12 m (39 ft)   | 95 m (312 ft)    | 15 nmi (28 km) |
| Cap d'Artrutx               |       | Menorca 39°55′21″B 3°49′27″Đ / 39,92258°B 3,82424°Đ                     | Balearic Islands                      | Mediterranean | 1859      | 34 m (112 ft)  | 45 m (148 ft)    | 19 nmi (35 km) |
| Cap de Barbaría             |       | Formentera 38°38′28″B 1°23′22″Đ / 38,6411°B 1,38951°Đ                   | Balearic Islands                      | Mediterranean | 1972      | 19 m (62 ft)   | 78 m (256 ft)    | 20 nmi (37 km) |
| Cap de Creus                |       | Cap de Creus 42°19′08″B 3°18′57″Đ / 42,31891°B 3,31592°Đ                | Girona Catalonia                      | Mediterranean | 1853      | 11 m (36 ft)   | 87 m (285 ft)    | 20 nmi (37 km) |
| Cap Gros                    |       | Majorca 39°47′50″B 2°40′54″Đ / 39,7971°B 2,68161°Đ                      | Balearic Islands                      | Mediterranean | 1859      | 22 m (72 ft)   | 120 m (394 ft)   | 19 nmi (35 km) |
| Cap Salines                 |       | Majorca 39°15′55″B 3°03′12″Đ / 39,26521°B 3,05341°Đ                     | Balearic Islands                      | Mediterranean | 1863      | 17 m (56 ft)   | 17 m (56 ft)     | 11 nmi (20 km) |
| Capdepera                   |       | Majorca 39°42′56″B 3°28′39″Đ / 39,71558°B 3,47752°Đ                     | Balearic Islands                      | Mediterranean | 1861      | 18 m (59 ft)   | 76 m (249 ft)    | 20 nmi (37 km) |
| Cape Busto                  |       | Valdes 43°34′10″B 6°28′11″T / 43,56934°B 6,46963°T                      | Asturias                              | Atlantic      | 1858/1962 | 9 m (30 ft)    | 86 m (282 ft)    | 25 nmi (46 km) |
| Cape Cee                    |       | Corcubión 42°54′59″B 9°11′02″T / 42,91636°B 9,18379°T                   | A Coruña Galicia                      | Atlantic      | 1860      | 8 m (26 ft)    | 27 m (89 ft)     | 7 nmi (13 km)  |
| Cape Corrubedo              |       | Ribeira 42°34′35″B 9°05′24″T / 42,57627°B 9,09009°T                     | A Coruña Galicia                      | Atlantic      | 1854      | 14 m (46 ft)   | 32 m (105 ft)    | 15 nmi (28 km) |
| Cape de Ajo                 |       | Bareyo 43°30′42″B 3°35′43″T / 43,51155°B 3,59529°T                      | Cantabria                             | Atlantic      | 1985      | 14 m (46 ft)   | 71 m (233 ft)    | 17 nmi (31 km) |
| Cape Finisterre             |       | Cape Finisterre 42°52′56″B 9°16′19″T / 42,88236°B 9,27196°T             | A Coruña Galicia                      | Atlantic      | 1853      | 17 m (56 ft)   | 143 m (469 ft)   | 23 nmi (43 km) |
| Cape Higuer                 |       | Cape Higuer 43°23′31″B 1°47′31″T / 43,392°B 1,79194°T                   | Gipuzkoa Basque Country               | Atlantic      | 1855/1881 | 21 m (69 ft)   | 65 m (213 ft)    | 23 nmi (43 km) |
| Cape Home                   |       | Cangas 42°15′12″B 8°52′24″T / 42,2533°B 8,8733°T                        | Pontevedra Galicia                    | Atlantic      | Unknown   | 19 m (62 ft)   | 38 m (125 ft)    | 9 nmi (17 km)  |
| Cape Machichaco             |       | Bermeo 43°27′15″B 2°45′10″T / 43,45419°B 2,7527°T                       | Biscay Basque Country                 | Atlantic      | 1852/1909 | 20 m (66 ft)   | 122 m (400 ft)   | 24 nmi (44 km) |
| Cape Ortegal                |       | Cariño 43°46′16″B 7°52′13″T / 43,77107°B 7,87018°T                      | A Coruña Galicia                      | Atlantic      | 1984      | 10 m (33 ft)   | 124 m (407 ft)   | 9 nmi (17 km)  |
| Cape Peñas                  |       | Gozón 43°39′20″B 5°50′55″T / 43,65559°B 5,84856°T                       | Asturias                              | Atlantic      | 1852      | 21 m (69 ft)   | 117 m (384 ft)   | 35 nmi (65 km) |
| Cape Rebordiño              |       | Muros 42°46′12″B 9°02′54″T / 42,77005°B 9,04832°T                       | A Coruña Galicia                      | Atlantic      | 1909      | 8 m (26 ft)    | 18 m (59 ft)     | 7 nmi (13 km)  |
| Cape Roche                  |       | Conil de la Frontera 36°17′44″B 6°08′24″T / 36,29553°B 6,13992°T        | Cádiz Andalusia                       | Atlantic      | 1986      | 20 m (66 ft)   | 45 m (148 ft)    | 20 nmi (37 km) |
| Cape San Agustín            |       | Coaña 43°33′49″B 6°44′03″T / 43,56359°B 6,73403°T                       | Asturias                              | Atlantic      | 1945/1975 | 20 m (66 ft)   | 72 m (236 ft)    | 20 nmi (37 km) |
| Cape Silleiro               |       | Baiona 42°06′16″B 8°53′48″T / 42,10436°B 8,89655°T                      | Pontevedra Galicia                    | Atlantic      | 1862/1924 | 30 m (98 ft)   | 85 m (279 ft)    | 17 nmi (31 km) |
| Cape Trafalgar              |       | Cape Trafalgar 36°10′58″B 6°02′06″T / 36,18289°B 6,0351°T               | Cádiz Andalusia                       | Atlantic      | 1862      | 34 m (112 ft)  | 51 m (167 ft)    | 22 nmi (41 km) |
| Cape Vidio                  |       | Oviñana (Cudillero) 43°35′36″B 6°14′34″T / 43,59328°B 6,24284°T         | Asturias                              | Atlantic      | 1950      | 9 m (30 ft)    | 101 m (331 ft)   | 25 nmi (46 km) |
| Cape Vilán                  |       | Cape Vilan 43°09′37″B 9°12′39″T / 43,16041°B 9,21093°T                  | A Coruña Galicia                      | Atlantic      | 1854/1896 | 25 m (82 ft)   | 104 m (341 ft)   | 28 nmi (52 km) |
| Carbonera                   |       | La Alcaidesa 36°14′40″B 5°18′05″T / 36,24452°B 5,30129°T                | Cádiz Andalusia                       | Mediterranean | 1990      | 14 m (46 ft)   | 39 m (128 ft)    | 14 nmi (26 km) |
| Castellón                   |       | Castellón de la Plana 39°58′07″B 0°01′40″Đ / 39,96864°B 0,02784°Đ       | Castellón Valencian Community         | Mediterranean | 1867/1971 | 28 m (92 ft)   | 32 m (105 ft)    | 14 nmi (26 km) |
| Castillo de San Anton       |       | A Coruña 43°21′56″B 8°23′14″T / 43,36556°B 8,3872°T                     | A Coruña Galicia                      | Atlantic      | 1872      | 6 m (20 ft)    | 17 m (56 ft)     | 5 nmi (9 km)   |
| Castillo de Santa Ana       |       | Castro Urdiales 43°23′05″B 3°12′53″T / 43,38461°B 3,21475°T             | Cantabria                             | Atlantic      | 1853      | 16 m (52 ft)   | 49 m (161 ft)    | 20 nmi (37 km) |
| Cavalleria                  |       | Menorca 40°05′21″B 4°05′32″Đ / 40,08909°B 4,09227°Đ                     | Balearic Islands                      | Mediterranean | 1857      | 15 m (49 ft)   | 94 m (308 ft)    | 26 nmi (48 km) |
| Chipiona                    |       | Chipiona 36°44′16″B 6°26′32″T / 36,73787°B 6,44224°T                    | Cádiz Andalusia                       | Atlantic      | 1867      | 63 m (207 ft)  | 69 m (226 ft)    | 25 nmi (46 km) |
| Ciutadella                  |       | Menorca 39°59′46″B 3°49′22″Đ / 39,99621°B 3,82276°Đ                     | Balearic Islands                      | Mediterranean | 1863      | 13 m (43 ft)   | 21 m (69 ft)     | 14 nmi (26 km) |
| Columbretes                 |       | Columbretes Islands 39°53′59″B 0°41′11″Đ / 39,89981°B 0,68642°Đ         | Castellón Valencian Community         | Mediterranean | 1859      | 20 m (66 ft)   | 85 m (279 ft)    | 21 nmi (39 km) |
| Conillera                   |       | Ibiza 38°59′37″B 1°12′45″Đ / 38,99361°B 1,21262°Đ                       | Balearic Islands                      | Mediterranean | 1857      | 18 m (59 ft)   | 85 m (279 ft)    | 18 nmi (33 km) |
| Cudillero                   |       | Cudillero 43°33′55″B 6°08′41″T / 43,56541°B 6,14469°T                   | Asturias                              | Atlantic      | 1858      | 10 m (33 ft)   | 44 m (144 ft)    | 25 nmi (46 km) |
| Cullera                     |       | Cullera 39°11′11″B 0°13′01″T / 39,18651°B 0,21697°T                     | Valencia Valencian Community          | Mediterranean | 1858      | 16 m (52 ft)   | 28 m (92 ft)     | 19 nmi (35 km) |
| El Rompido                  |       | Cartaya 37°13′07″B 7°07′37″T / 37,21848°B 7,12683°T                     | Huelva Andalusia                      | Atlantic      | 1861/1976 | 29 m (95 ft)   | 43 m (141 ft)    | 24 nmi (44 km) |
| En Pou                      |       | Formentera 38°47′56″B 1°25′18″Đ / 38,79902°B 1,42162°Đ                  | Balearic Islands                      | Mediterranean | 1864      | 25 m (82 ft)   | 28 m (92 ft)     | 10 nmi (19 km) |
| Escombreras                 |       | Campo de Cartagena 37°33′33″B 0°58′08″T / 37,55912°B 0,96889°T          | Murcia                                | Mediterranean | 1864      | 8 m (26 ft)    | 65 m (213 ft)    | 17 nmi (31 km) |
| Estaca de Bares             |       | Estaca de Bares 43°47′10″B 7°41′03″T / 43,78623°B 7,6843°T              | A Coruña Galicia                      | Atlantic      | 1850      | 10 m (33 ft)   | 101 m (331 ft)   | 25 nmi (46 km) |
| Estacio                     |       | La Manga 37°44′45″B 0°43′33″T / 37,74572°B 0,72592°T                    | Murcia                                | Mediterranean | 1862/1976 | 29 m (95 ft)   | 32 m (105 ft)    | 14 nmi (26 km) |
| Fangar                      |       | Ebro Delta 40°47′26″B 0°46′06″Đ / 40,79058°B 0,7683°Đ                   | Tarragona Catalonia                   | Mediterranean | 1864/1986 | 18 m (59 ft)   | 20 m (66 ft)     | 12 nmi (22 km) |
| Favàritx                    |       | Menorca 39°59′50″B 4°16′01″Đ / 39,99724°B 4,26684°Đ                     | Balearic Islands                      | Mediterranean | 1922      | 28 m (92 ft)   | 47 m (154 ft)    | 21 nmi (39 km) |
| Formentor                   |       | Majorca 39°57′41″B 3°12′46″Đ / 39,96145°B 3,21271°Đ                     | Balearic Islands                      | Mediterranean | 1863      | 21 m (69 ft)   | 210 m (689 ft)   | 24 nmi (44 km) |
| Fuencaliente                |       | La Palma 28°27′19″B 17°50′35″T / 28,45528°B 17,84308°T                  | Santa Cruz de Tenerife Canary Islands | Atlantic      | 1903/1985 | 24 m (79 ft)   | 36 m (118 ft)    | 14 nmi (26 km) |
| Garrucha                    |       | Garrucha 37°10′24″B 1°49′26″T / 37,17336°B 1,82394°T                    | Almería Andalusia                     | Mediterranean | 1881      | 10 m (33 ft)   | 19 m (62 ft)     | 13 nmi (24 km) |
| Gorliz                      |       | Gorliz 43°26′00″B 2°56′38″T / 43,43347°B 2,94379°T                      | Biscay Basque Country                 | Atlantic      | 1991      | 21 m (69 ft)   | 165 m (541 ft)   | 22 nmi (41 km) |
| Illa Coelleira              |       | O Vicedo 43°45′32″B 7°37′45″T / 43,75876°B 7,62905°T                    | Lugo Galicia                          | Atlantic      | 1893      | 7 m (23 ft)    | 89 m (292 ft)    | 7 nmi (13 km)  |
| Illa da Sálvora             |       | Sálvora 42°27′57″B 9°00′47″T / 42,46586°B 9,01308°T                     | A Coruña Galicia                      | Atlantic      | 1852/1921 | 16 m (52 ft)   | 38 m (125 ft)    | 21 nmi (39 km) |
| Illa de l'Aire              |       | Menorca 39°47′58″B 4°17′35″Đ / 39,79945°B 4,29318°Đ                     | Balearic Islands                      | Mediterranean | 1860      | 38 m (125 ft)  | 53 m (174 ft)    | 18 nmi (33 km) |
| Illa de Ons                 |       | Ons Island 42°22′57″B 8°56′11″T / 42,38244°B 8,93639°T                  | Pontevedra Galicia                    | Atlantic      | 1865/1926 | 12 m (39 ft)   | 127 m (417 ft)   | 25 nmi (46 km) |
| Illa de Tambo               |       | Rías Baixas 42°24′28″B 8°42′28″T / 42,40789°B 8,7078°T                  | Pontevedra Galicia                    | Atlantic      | 1922      | 13 m (43 ft)   | 35 m (115 ft)    | 11 nmi (20 km) |
| Illa des Penjats            |       | Ibiza 38°48′52″B 1°24′42″Đ / 38,81451°B 1,41178°Đ                       | Balearic Islands                      | Mediterranean | 1861      | 17 m (56 ft)   | 27 m (89 ft)     | 10 nmi (19 km) |
| Illa Pancha                 |       | Ribadeo 43°33′24″B 7°02′31″T / 43,55654°B 7,04204°T                     | Lugo Galicia                          | Atlantic      | 1860/1983 | 13 m (43 ft)   | 28 m (92 ft)     | 21 nmi (39 km) |
| Illas Sisargas              |       | Malpica de Bergantiños 43°21′36″B 8°50′40″T / 43,35991°B 8,84457°T      | A Coruña Galicia                      | Atlantic      | 1853      | 10 m (33 ft)   | 110 m (361 ft)   | 22 nmi (41 km) |
| Illes Medes                 |       | Medes Islands 42°02′53″B 3°13′18″Đ / 42,04792°B 3,22168°Đ               | Girona Catalonia                      | Mediterranean | 1868      | 11 m (36 ft)   | 87 m (285 ft)    | 14 nmi (26 km) |
| Irta                        |       | Alcossebre 40°15′36″B 0°18′14″Đ / 40,25996°B 0,30381°Đ                  | Castellón Valencian Community         | Mediterranean | 1990      | 28 m (92 ft)   | 33 m (108 ft)    | 14 nmi (26 km) |
| Isla de Alborán             |       | Alborán Island 35°56′17″B 3°02′07″T / 35,938°B 3,03534°T                | Almería Andalusia                     | Mediterranean | 1876      | 20 m (66 ft)   | 40 m (131 ft)    | 10 nmi (19 km) |
| Isla de Isabel II           |       | Melilla 35°11′01″B 2°25′51″T / 35,18352°B 2,43097°T                     | Melilla                               | Mediterranean | 1899      | 18 m (59 ft)   | 52 m (171 ft)    | 8 nmi (15 km)  |
| Isla de Santa Clara         |       | Isla de Santa Clara 43°19′19″B 1°59′54″T / 43,32188°B 1,99827°T         | Gipuzkoa Basque Country               | Atlantic      | 1864      | 10 m (33 ft)   | 53 m (174 ft)    | 9 nmi (17 km)  |
| Isla Hormiga                |       | Cape Palos 37°39′19″B 0°38′57″T / 37,65532°B 0,64929°T                  | Murcia                                | Mediterranean | 1862      | 12 m (39 ft)   | 24 m (79 ft)     | 8 nmi (15 km)  |
| Isla de Mouro               |       | Santander 43°28′24″B 3°45′21″T / 43,47328°B 3,75585°T                   | Cantabria                             | Atlantic      | 1860      | 20 m (66 ft)   | 39 m (128 ft)    | 11 nmi (20 km) |
| Isla Rúa                    |       | Ribeira 42°32′57″B 8°56′22″T / 42,54928°B 8,93958°T                     | A Coruña Galicia                      | Atlantic      | 1869      | 14 m (46 ft)   | 25 m (82 ft)     | 13 nmi (24 km) |
| La Banya                    |       | Sant Carles de la Ràpita 40°33′38″B 0°39′41″Đ / 40,56046°B 0,6615°Đ     | Tarragona Catalonia                   | Mediterranean | 1864/1978 | 26 m (85 ft)   | 27 m (89 ft)     | 12 nmi (22 km) |
| La Cerda                    |       | Magdalena Peninsula 43°28′01″B 3°45′50″T / 43,46685°B 3,76387°T         | Cantabria                             | Atlantic      | 1870      | 9 m (30 ft)    | 24 m (79 ft)     | 7 nmi (13 km)  |
| La Creu                     |       | Majorca 39°47′49″B 2°41′22″Đ / 39,79695°B 2,6894°Đ                      | Balearic Islands                      | Mediterranean | 1864/1945 | 13 m (43 ft)   | 35 m (115 ft)    | 10 nmi (19 km) |
| La farola del mar           |       | Tenerife 28°28′10″B 16°14′45″T / 28,46935°B 16,24581°T                  | Santa Cruz de Tenerife Canary Islands | Atlantic      | 1862      | 6 m (20 ft)    | 10 m (33 ft)     | Inactive       |
| La Guía                     |       | Vigo 42°15′34″B 8°42′08″T / 42,25953°B 8,70213°T                        | Pontevedra Galicia                    | Atlantic      | 1844      | 9 m (30 ft)    | 37 m (121 ft)    | 12 nmi (22 km) |
| La Higuera                  |       | Matalascañas 37°00′27″B 6°34′08″T / 37,00746°B 6,56879°T                | Huelva Andalusia                      | Atlantic      | 1990      | 24 m (79 ft)   | 47 m (154 ft)    | 20 nmi (37 km) |
| La Isleta                   |       | Gran Canaria 28°10′27″B 15°25′08″T / 28,17408°B 15,41897°T              | Las Palmas Canary Islands             | Atlantic      | 1865      | 10 m (33 ft)   | 249 m (817 ft)   | 21 nmi (39 km) |
| La Mola                     |       | Formentera 38°39′48″B 1°35′03″Đ / 38,66337°B 1,5843°Đ                   | Balearic Islands                      | Mediterranean | 1861      | 22 m (72 ft)   | 142 m (466 ft)   | 23 nmi (43 km) |
| La Plata                    |       | Pasaia 43°20′05″B 1°56′02″T / 43,33472°B 1,93395°T                      | Gipuzkoa Basque Country               | Atlantic      | 1855      | 13 m (43 ft)   | 153 m (502 ft)   | 13 nmi (24 km) |
| Lastres                     |       | Llastres 43°32′02″B 5°18′01″T / 43,53397°B 5,30032°T                    | Asturias                              | Atlantic      | 1993      | 18 m (59 ft)   | 118 m (387 ft)   | 23 nmi (43 km) |
| Llanes                      |       | Llanes 43°25′13″B 4°44′53″T / 43,42014°B 4,7481°T                       | Asturias                              | Atlantic      | 1860/1961 | 8 m (26 ft)    | 18 m (59 ft)     | 15 nmi (28 km) |
| Llebeig                     |       | Dragonera 39°34′27″B 2°18′17″Đ / 39,57417°B 2,3046°Đ                    | Balearic Islands                      | Mediterranean | 1910      | 15 m (49 ft)   | 130 m (427 ft)   | 21 nmi (39 km) |
| Llobregat                   |       | Llobregat Delta 41°19′30″B 2°09′08″Đ / 41,32503°B 2,15226°Đ             | Barcelona Catalonia                   | Mediterranean | 1852      | 31 m (102 ft)  | 32 m (105 ft)    | 23 nmi (43 km) |
| Luarca                      |       | Luarca 43°32′59″B 6°31′56″T / 43,54972°B 6,53221°T                      | Asturias                              | Atlantic      | 1862      | 9 m (30 ft)    | 54 m (177 ft)    | 14 nmi (26 km) |
| Málaga                      |       | Málaga 36°42′51″B 4°24′52″T / 36,71416°B 4,41453°T                      | Málaga Andalusia                      | Mediterranean | 1817      | 33 m (108 ft)  | 38 m (125 ft)    | 25 nmi (46 km) |
| Marbella                    |       | Marbella 36°30′26″B 4°53′24″T / 36,50725°B 4,88995°T                    | Málaga Andalusia                      | Mediterranean | 1864/1974 | 29 m (95 ft)   | 35 m (115 ft)    | 22 nmi (41 km) |
| Maspalomas                  |       | Gran Canaria 27°44′06″B 15°35′56″T / 27,73513°B 15,5989°T               | Las Palmas Canary Islands             | Atlantic      | 1890      | 56 m (184 ft)  | 60 m (197 ft)    | 19 nmi (35 km) |
| Mazarrón                    |       | Mazarrón 37°33′38″B 1°15′16″T / 37,56045°B 1,25444°T                    | Murcia                                | Mediterranean | 1862/1974 | 11 m (36 ft)   | 65 m (213 ft)    | 15 nmi (28 km) |
| Melilla                     |       | Melilla 35°17′40″B 2°55′57″T / 35,29434°B 2,93243°T                     | Melilla                               | Mediterranean | 1888/1918 | 12 m (39 ft)   | 40 m (131 ft)    | 14 nmi (26 km) |
| Mesa Roldán                 |       | Carboneras 36°56′30″B 1°54′24″T / 36,94168°B 1,90673°T                  | Almería Andalusia                     | Mediterranean | 1863      | 18 m (59 ft)   | 222 m (728 ft)   | 23 nmi (43 km) |
| Monte del Faro              |       | Cies Islands 42°12′51″B 8°54′57″T / 42,21412°B 8,91571°T                | Pontevedra Galicia                    | Atlantic      | 1853/1980 | 10 m (33 ft)   | 185 m (607 ft)   | 16 nmi (30 km) |
| Monte Louro                 |       | Muros 42°44′21″B 9°04′43″T / 42,73929°B 9,07866°T                       | A Coruña Galicia                      | Atlantic      | 1862      | 7 m (23 ft)    | 27 m (89 ft)     | 9 nmi (17 km)  |
| Montjuïc                    |       | Montjuïc 41°21′40″B 2°09′57″Đ / 41,36098°B 2,16595°Đ                    | Barcelona Catalonia                   | Mediterranean | 1906/1925 | 13 m (43 ft)   | 108 m (354 ft)   | 26 nmi (48 km) |
| Morro Jable                 |       | Fuerteventura 28°02′46″B 14°19′59″T / 28,04613°B 14,333°T               | Las Palmas Canary Islands             | Atlantic      | 1991      | 59 m (194 ft)  | 62 m (203 ft)    | 17 nmi (31 km) |
| Mount Igueldo               |       | San Sebastián 43°19′21″B 2°00′37″T / 43,32259°B 2,01033°T               | Gipuzkoa Basque Country               | Atlantic      | 1855      | 13 m (43 ft)   | 134 m (440 ft)   | 26 nmi (48 km) |
| Na Foradada                 |       | Cabrera 39°12′26″B 2°58′43″Đ / 39,20711°B 2,97862°Đ                     | Balearic Islands                      | Mediterranean | 1926      | 13 m (43 ft)   | 42 m (138 ft)    | 10 nmi (19 km) |
| Na Pòpia                    |       | Dragonera 39°35′11″B 2°19′02″Đ / 39,58636°B 2,31713°Đ                   | Balearic Islands                      | Mediterranean | 1852      | 12 m (39 ft)   | 363 m (1.191 ft) | Inactive       |
| N'Ensiola                   |       | Cabrera 39°07′45″B 2°55′17″Đ / 39,12919°B 2,92145°Đ                     | Balearic Islands                      | Mediterranean | 1870      | 21 m (69 ft)   | 121 m (397 ft)   | 20 nmi (37 km) |
| Nules                       |       | Nules 39°49′36″B 0°06′37″T / 39,82659°B 0,1102°T                        | Castellón Valencian Community         | Mediterranean | 1992      | 36 m (118 ft)  | 38 m (125 ft)    | 14 nmi (26 km) |
| Oropesa del Mar             |       | Oropesa del Mar 40°05′00″B 0°08′48″Đ / 40,0832°B 0,14669°Đ              | Castellón Valencian Community         | Mediterranean | 1857/1891 | 13 m (43 ft)   | 24 m (79 ft)     | 21 nmi (39 km) |
| Palamós                     |       | Palamós 41°50′30″B 3°07′45″Đ / 41,84153°B 3,12908°Đ                     | Girona Catalonia                      | Mediterranean | 1865      | 8 m (26 ft)    | 22 m (72 ft)     | 18 nmi (33 km) |
| Peñíscola                   |       | Peniscola 40°21′30″B 0°24′30″Đ / 40,35835°B 0,40827°Đ                   | Castellón Valencian Community         | Mediterranean | 1898      | 11 m (36 ft)   | 56 m (184 ft)    | 23 nmi (43 km) |
| Peñón de Vélez de la Gomera |       | Peñón de Vélez de la Gomera 35°10′22″B 4°18′03″T / 35,17278°B 4,30092°T | Melilla                               | Mediterranean | 1899      | 6 m (20 ft)    | 47 m (154 ft)    | 12 nmi (22 km) |
| Pescador                    |       | Santoña 43°27′51″B 3°26′08″T / 43,46424°B 3,43564°T                     | Cantabria                             | Atlantic      | 1864      | 13 m (43 ft)   | 39 m (128 ft)    | 17 nmi (31 km) |
| Portmán                     |       | Campo de Cartagena 37°34′45″B 0°50′32″T / 37,5792°B 0,84222°T           | Murcia                                | Mediterranean | 1865      | 8 m (26 ft)    | 49 m (161 ft)    | 13 nmi (24 km) |
| Porto Colom                 |       | Majorca 39°24′50″B 3°16′14″Đ / 39,41402°B 3,27065°Đ                     | Balearic Islands                      | Mediterranean | 1861      | 25 m (82 ft)   | 42 m (138 ft)    | 20 nmi (37 km) |
| Porto Pí                    |       | Majorca 39°32′55″B 2°37′25″Đ / 39,54858°B 2,62362°Đ                     | Balearic Islands                      | Mediterranean | 1617      | 38 m (125 ft)  | 41 m (135 ft)    | 18 nmi (33 km) |
| Puerto de la Cruz           |       | Tenerife 28°25′07″B 16°33′15″T / 28,4185°B 16,55405°T                   | Santa Cruz de Tenerife Canary Islands | Atlantic      | 1995      | 27 m (89 ft)   | 31 m (102 ft)    | 16 nmi (30 km) |
| Puerto del Rosario          |       | Fuerteventura 28°30′19″B 13°50′37″T / 28,50534°B 13,84371°T             | Las Palmas Canary Islands             | Atlantic      | 1992      | 43 m (141 ft)  | 48 m (157 ft)    | 20 nmi (37 km) |
| Punta Abona                 |       | Tenerife 28°08′53″B 16°25′38″T / 28,14818°B 16,42718°T                  | Santa Cruz de Tenerife Canary Islands | Atlantic      | 1902/1978 | 39 m (128 ft)  | 54 m (177 ft)    | 17 nmi (31 km) |
| Punta Almina                |       | Ceuta 35°53′54″B 5°16′51″T / 35,89835°B 5,28079°T                       | Ceuta                                 | Mediterranean | 1855      | 16 m (52 ft)   | 148 m (486 ft)   | 22 nmi (41 km) |
| Punta Atalaya               |       | Cervo 43°42′02″B 7°26′12″T / 43,7005°B 7,4368°T                         | Lugo Galicia                          | Atlantic      | 1860/1979 | 14 m (46 ft)   | 41 m (135 ft)    | 15 nmi (28 km) |
| Punta Cabalo                |       | A Illa de Arousa 42°34′21″B 8°53′02″T / 42,57242°B 8,88399°T            | Pontevedra Galicia                    | Atlantic      | 1853      | 5 m (16 ft)    | 13 m (43 ft)     | 10 nmi (19 km) |
| Punta Candelaria            |       | Cedeira 43°42′39″B 8°02′50″T / 43,71083°B 8,04709°T                     | A Coruña Galicia                      | Atlantic      | 1954      | 9 m (30 ft)    | 89 m (292 ft)    | 21 nmi (39 km) |
| Punta Carnero               |       | Punta Carnero 36°04′37″B 5°25′34″T / 36,07707°B 5,42619°T               | Cádiz Andalusia                       | Mediterranean | 1874      | 19 m (62 ft)   | 42 m (138 ft)    | 16 nmi (30 km) |
| Punta Cumplida              |       | La Palma 28°50′20″B 17°46′41″T / 28,83901°B 17,77814°T                  | Santa Cruz de Tenerife Canary Islands | Atlantic      | 1867      | 34 m (112 ft)  | 63 m (207 ft)    | 24 nmi (44 km) |
| Punta de Anaga              |       | Tenerife 28°34′53″B 16°08′24″T / 28,58132°B 16,14003°T                  | Santa Cruz de Tenerife Canary Islands | Atlantic      | 1864      | 12 m (39 ft)   | 247 m (810 ft)   | 21 nmi (39 km) |
| Punta de Arinaga            |       | Gran Canaria 27°51′51″B 15°23′05″T / 27,86407°B 15,38464°T              | Las Palmas Canary Islands             | Atlantic      | 1897/1984 | 14 m (46 ft)   | 47 m (154 ft)    | 12 nmi (22 km) |
| Punta de la Mona            |       | Costa Tropical 36°43′25″B 3°43′55″T / 36,72364°B 3,73207°T              | Granada Andalusia                     | Mediterranean | 1992      | 14 m (46 ft)   | 140 m (459 ft)   | 15 nmi (28 km) |
| Punta de la Polacra         |       | Cabo de Gata 36°50′27″B 2°00′11″T / 36,84095°B 2,00313°T                | Almería Andalusia                     | Mediterranean | 1991      | 14 m (46 ft)   | 281 m (922 ft)   | 14 nmi (26 km) |
| Punta de l'Avançada         |       | Majorca 39°53′59″B 3°06′38″Đ / 39,89985°B 3,11064°Đ                     | Balearic Islands                      | Mediterranean | 1905      | 18 m (59 ft)   | 29 m (95 ft)     | 15 nmi (28 km) |
| Punta de los Baños          |       | Poniente Almeriense 36°41′45″B 2°50′51″T / 36,6958°B 2,84745°T          | Almería Andalusia                     | Mediterranean | 1992      | 18 m (59 ft)   | 22 m (72 ft)     | 11 nmi (20 km) |
| Punta de Melenara           |       | Gran Canaria 27°59′30″B 15°22′05″T / 27,99177°B 15,36792°T              | Las Palmas Canary Islands             | Atlantic      | 1905      | 17 m (56 ft)   | 33 m (108 ft)    | 12 nmi (22 km) |
| Punta de Senokozulúa        |       | Pasaia 43°19′54″B 1°55′36″T / 43,33166°B 1,92677°T                      | Gipuzkoa Basque Country               | Atlantic      | 1909      | 9 m (30 ft)    | 52 m (171 ft)    | 6 nmi (11 km)  |
| Punta de Teno               |       | Tenerife 28°20′31″B 16°55′22″T / 28,34199°B 16,92285°T                  | Santa Cruz de Tenerife Canary Islands | Atlantic      | 1897/1976 | 20 m (66 ft)   | 60 m (197 ft)    | 18 nmi (33 km) |
| Punta del Castillete        |       | Gran Canaria 27°49′10″B 15°46′07″T / 27,81933°B 15,76849°T              | Las Palmas Canary Islands             | Atlantic      | 1996      | 21 m (69 ft)   | 114 m (374 ft)   | 17 nmi (31 km) |
| Punta del Hidalgo           |       | Tenerife 28°34′35″B 16°19′44″T / 28,57637°B 16,32878°T                  | Santa Cruz de Tenerife Canary Islands | Atlantic      | 1991      | 50 m (164 ft)  | 52 m (171 ft)    | 16 nmi (30 km) |
| Punta del Melonar           |       | Costa Tropical 36°43′03″B 3°22′07″T / 36,71741°B 3,36853°T              | Granada Andalusia                     | Mediterranean | 1992      | 12 m (39 ft)   | 237 m (778 ft)   | 14 nmi (26 km) |
| Punta del Picacho           |       | Mazagón 37°08′07″B 6°49′33″T / 37,13526°B 6,82593°T                     | Huelva Andalusia                      | Atlantic      | 1884      | 25 m (82 ft)   | 52 m (171 ft)    | 25 nmi (46 km) |
| Punta Delgada               |       | Alegranza 29°24′12″B 13°29′19″T / 29,40329°B 13,48855°T                 | Las Palmas Canary Islands             | Atlantic      | 1865      | 15 m (49 ft)   | 18 m (59 ft)     | 12 nmi (22 km) |
| Punta Doncella              |       | Estepona 36°25′01″B 5°09′17″T / 36,41687°B 5,1546°T                     | Málaga Andalusia                      | Mediterranean | 1863/1922 | 21 m (69 ft)   | 31 m (102 ft)    | 18 nmi (33 km) |
| Punta Frouxeira             |       | Valdoviño 43°37′05″B 8°11′18″T / 43,61806°B 8,18836°T                   | A Coruña Galicia                      | Atlantic      | 1994      | 30 m (98 ft)   | 75 m (246 ft)    | 20 nmi (37 km) |
| Punta Galea                 |       | Punta Galea 43°22′24″B 3°02′10″T / 43,3733°B 3,03608°T                  | Biscay Basque Country                 | Atlantic      | 1950      | 8 m (26 ft)    | 84 m (276 ft)    | 19 nmi (35 km) |
| Punta Insua                 |       | Lariño 42°46′21″B 9°07′30″T / 42,77249°B 9,12503°T                      | A Coruña Galicia                      | Atlantic      | 1921      | 14 m (46 ft)   | 27 m (89 ft)     | 15 nmi (28 km) |
| Punta Jandía                |       | Fuerteventura 28°03′57″B 14°30′25″T / 28,06572°B 14,50707°T             | Las Palmas Canary Islands             | Atlantic      | 1864/1954 | 19 m (62 ft)   | 33 m (108 ft)    | 22 nmi (41 km) |
| Punta La Entallada          |       | Fuerteventura 28°13′48″B 13°56′52″T / 28,2301°B 13,94789°T              | Las Palmas Canary Islands             | Atlantic      | 1955      | 12 m (39 ft)   | 196 m (643 ft)   | 21 nmi (39 km) |
| Punta Lava                  |       | La Palma 28°35′48″B 17°55′32″T / 28,59667°B 17,92568°T                  | Santa Cruz de Tenerife Canary Islands | Atlantic      | 1993      | 48 m (157 ft)  | 51 m (167 ft)    | 20 nmi (37 km) |
| Punta Laxe                  |       | Laxe 43°13′56″B 9°00′40″T / 43,23214°B 9,01121°T                        | A Coruña Galicia                      | Atlantic      | 1920      | 11 m (36 ft)   | 66 m (217 ft)    | 23 nmi (43 km) |
| Punta Martiño               |       | Lobos 28°45′53″B 13°48′54″T / 28,76483°B 13,8149°T                      | Las Palmas Canary Islands             | Atlantic      | 1865      | 7 m (23 ft)    | 29 m (95 ft)     | 14 nmi (26 km) |
| Punta Moscarter             |       | Ibiza 39°07′03″B 1°31′59″Đ / 39,11762°B 1,53317°Đ                       | Balearic Islands                      | Mediterranean | 1978      | 52 m (171 ft)  | 93 m (305 ft)    | 18 nmi (33 km) |
| Punta Nariga                |       | Malpica de Bergantiños 43°19′14″B 8°54′36″T / 43,32068°B 8,9101°T       | A Coruña Galicia                      | Atlantic      | 1997      | 39 m (128 ft)  | 55 m (180 ft)    | 22 nmi (41 km) |
| Punta Nati                  |       | Menorca 40°03′01″B 3°49′25″Đ / 40,05021°B 3,82363°Đ                     | Balearic Islands                      | Mediterranean | 1913      | 19 m (62 ft)   | 42 m (138 ft)    | 18 nmi (33 km) |
| Punta Orchilla              |       | El Hierro 27°42′24″B 18°08′51″T / 27,70666°B 18,14758°T                 | Santa Cruz de Tenerife Canary Islands | Atlantic      | 1933      | 25 m (82 ft)   | 132 m (433 ft)   | 24 nmi (44 km) |
| Punta Pechiguera            |       | Lanzarote 28°51′21″B 13°52′21″T / 28,85575°B 13,87259°T                 | Las Palmas Canary Islands             | Atlantic      | 1866/1988 | 50 m (164 ft)  | 55 m (180 ft)    | 17 nmi (31 km) |
| Punta Rasca                 |       | Tenerife 28°00′04″B 16°41′40″T / 28,00109°B 16,69439°T                  | Santa Cruz de Tenerife Canary Islands | Atlantic      | 1976      | 32 m (105 ft)  | 51 m (167 ft)    | 17 nmi (31 km) |
| Punta Robaleira             |       | Cangas 42°15′02″B 8°52′22″T / 42,25053°B 8,87269°T                      | Pontevedra Galicia                    | Atlantic      | Unknown   | 6 m (20 ft)    | 29 m (95 ft)     | 11 nmi (20 km) |
| Punta Roncadoira            |       | Xove 43°44′09″B 7°31′31″T / 43,73576°B 7,5253°T                         | Lugo Galicia                          | Atlantic      | 1974      | 14 m (46 ft)   | 94 m (308 ft)    | 21 nmi (39 km) |
| Punta Roncudo               |       | Ponteceso 43°16′30″B 8°59′26″T / 43,27492°B 8,99051°T                   | A Coruña Galicia                      | Atlantic      | 1920      | 11 m (36 ft)   | 38 m (125 ft)    | 13 nmi (24 km) |
| Punta San Emeterio          |       | Ribadedeva 43°23′58″B 4°32′04″T / 43,39944°B 4,53455°T                  | Asturias                              | Atlantic      | 1864      | 9 m (30 ft)    | 68 m (223 ft)    | 20 nmi (37 km) |
| Punta Sardina               |       | Gran Canaria 28°09′53″B 15°42′28″T / 28,16464°B 15,70778°T              | Las Palmas Canary Islands             | Atlantic      | 1891/1985 | 20 m (66 ft)   | 48 m (157 ft)    | 20 nmi (37 km) |
| Punta s'Arnella             |       | El Port de la Selva 42°21′05″B 3°11′13″Đ / 42,3514°B 3,18702°Đ          | Girona Catalonia                      | Mediterranean | 1913      | 13 m (43 ft)   | 22 m (72 ft)     | 13 nmi (24 km) |
| Punta Silla                 |       | San Vicente de la Barquera 43°23′37″B 4°23′31″T / 43,3936°B 4,39195°T   | Cantabria                             | Atlantic      | 1871      | 9 m (30 ft)    | 43 m (141 ft)    | 13 nmi (24 km) |
| Ribadesella                 |       | Ribadesella 43°28′22″B 5°04′59″T / 43,47284°B 5,08294°T                 | Asturias                              | Atlantic      | 1861      | 8 m (26 ft)    | 115 m (377 ft)   | 25 nmi (46 km) |
| Roquetas de Mar             |       | Roquetas de Mar 36°45′12″B 2°36′23″T / 36,75332°B 2,60625°T             | Almería Andalusia                     | Mediterranean | 1863      | 12 m (39 ft)   | Unknown          | Inactive       |
| Roses                       |       | Roses 42°14′45″B 3°10′59″Đ / 42,24587°B 3,18317°Đ                       | Girona Catalonia                      | Mediterranean | 1864      | 11 m (36 ft)   | 24 m (79 ft)     | 12 nmi (22 km) |
| Rota                        |       | Rota 36°36′58″B 6°21′26″T / 36,61601°B 6,35723°T                        | Cádiz Andalusia                       | Atlantic      | 1980      | 28 m (92 ft)   | 34 m (112 ft)    | 17 nmi (31 km) |
| Sa Mola                     |       | Majorca 39°31′54″B 2°21′51″Đ / 39,53175°B 2,36425°Đ                     | Balearic Islands                      | Mediterranean | 1993      | 10 m (33 ft)   | 128 m (420 ft)   | 12 nmi (22 km) |
| Sabinal                     |       | Poniente Almeriense 36°41′13″B 2°42′05″T / 36,68685°B 2,70129°T         | Almería Andalusia                     | Mediterranean | 1863/1926 | 32 m (105 ft)  | 34 m (112 ft)    | 16 nmi (30 km) |
| Salou                       |       | Salou 41°03′21″B 1°10′19″Đ / 41,05573°B 1,17204°Đ                       | Tarragona Catalonia                   | Mediterranean | 1858      | 11 m (36 ft)   | 43 m (141 ft)    | 23 nmi (43 km) |
| San Anton                   |       | San Anton 43°18′38″B 2°12′05″T / 43,31047°B 2,2013°T                    | Gipuzkoa Basque Country               | Atlantic      | 1863      | 14 m (46 ft)   | 93 m (305 ft)    | 21 nmi (39 km) |
| San Cristóbal               |       | La Gomera 28°05′46″B 17°06′00″T / 28,09609°B 17,10007°T                 | Santa Cruz de Tenerife Canary Islands | Atlantic      | 1903/1978 | 15 m (49 ft)   | 84 m (276 ft)    | 21 nmi (39 km) |
| San Sebastian               |       | Castle of San Sebastián 36°31′42″B 6°18′58″T / 36,52833°B 6,31606°T     | Cádiz Andalusia                       | Atlantic      | 1913      | 37 m (121 ft)  | 39 m (128 ft)    | 25 nmi (46 km) |
| Sancti Petri                |       | Islote de Sancti Petri 36°22′49″B 6°13′13″T / 36,38032°B 6,22015°T      | Cádiz Andalusia                       | Atlantic      | 1918      | 18 m (59 ft)   | 20 m (66 ft)     | 9 nmi (17 km)  |
| Sant Cristòfol              |       | Vilanova i la Geltrú 41°13′01″B 1°44′14″Đ / 41,21695°B 1,73726°Đ        | Barcelona Catalonia                   | Mediterranean | 1866/1905 | 21 m (69 ft)   | 27 m (89 ft)     | 19 nmi (35 km) |
| Sant Sebastià               |       | Sant Sebastià de la Guarda 41°53′46″B 3°12′09″Đ / 41,8962°B 3,20252°Đ   | Girona Catalonia                      | Mediterranean | 1857      | 13 m (43 ft)   | 167 m (548 ft)   | 32 nmi (59 km) |
| Santa Catalina              |       | Lekeitio 43°22′38″B 2°30′36″T / 43,37716°B 2,50996°T                    | Biscay Basque Country                 | Atlantic      | 1862      | 13 m (43 ft)   | 46 m (151 ft)    | 17 nmi (31 km) |
| Suances                     |       | Suances 43°26′31″B 4°02′35″T / 43,44204°B 4,04317°T                     | Cantabria                             | Atlantic      | 1863      | 9 m (30 ft)    | 35 m (115 ft)    | 22 nmi (41 km) |
| Tabarca                     |       | Tabarca 38°09′51″B 0°28′16″T / 38,16408°B 0,47116°T                     | Alicante Valencian Community          | Mediterranean | 1854      | 14 m (46 ft)   | 29 m (95 ft)     | 14 nmi (26 km) |
| Tagomago                    |       | Ibiza 39°01′57″B 1°38′57″Đ / 39,03257°B 1,64909°Đ                       | Balearic Islands                      | Mediterranean | 1914      | 23 m (75 ft)   | 86 m (282 ft)    | 21 nmi (39 km) |
| Tapia de Casariego          |       | Tapia de Casariego 43°34′28″B 6°56′46″T / 43,57444°B 6,94611°T          | Asturias                              | Atlantic      | 1859      | 10 m (33 ft)   | 24 m (79 ft)     | 18 nmi (33 km) |
| Tarifa                      |       | Isla de Las Palomas 36°00′04″B 5°36′35″T / 36,00118°B 5,60962°T         | Cádiz Andalusia                       | Atlantic      | 1854      | 33 m (108 ft)  | 41 m (135 ft)    | 26 nmi (48 km) |
| Tazones                     |       | Tazones 43°32′52″B 5°23′57″T / 43,54787°B 5,39905°T                     | Asturias                              | Atlantic      | 1864      | 11 m (36 ft)   | 127 m (417 ft)   | 20 nmi (37 km) |
| Torre del Mar               |       | Torre del Mar 36°44′06″B 4°05′46″T / 36,73498°B 4,09619°T               | Málaga Andalusia                      | Mediterranean | 1864/1974 | 28 m (92 ft)   | 30 m (98 ft)     | 13 nmi (24 km) |
| Torre den Beu               |       | Majorca 39°19′47″B 3°10′37″Đ / 39,32966°B 3,17699°Đ                     | Balearic Islands                      | Mediterranean | Unknown   | 6 m (20 ft)    | 32 m (105 ft)    | 10 nmi (19 km) |
| Torredembarra               |       | Torredembarra 41°07′56″B 1°23′42″Đ / 41,1322°B 1,39487°Đ                | Tarragona Catalonia                   | Mediterranean | 2000      | 38 m (125 ft)  | 58 m (190 ft)    | 17 nmi (31 km) |
| Torres                      |       | Gijon 43°34′19″B 5°41′57″T / 43,57189°B 5,69923°T                       | Asturias                              | Atlantic      | 1865/1924 | 12 m (39 ft)   | 82 m (269 ft)    | 18 nmi (33 km) |
| Torrox                      |       | Torrox 36°43′36″B 3°57′26″T / 36,72655°B 3,95735°T                      | Málaga Andalusia                      | Mediterranean | 1864      | 23 m (75 ft)   | 29 m (95 ft)     | 20 nmi (37 km) |
| Tossa del Mar               |       | Tossa de Mar 41°42′56″B 2°56′02″Đ / 41,71561°B 2,934°Đ                  | Girona Catalonia                      | Mediterranean | 1919      | 12 m (39 ft)   | 60 m (197 ft)    | 21 nmi (39 km) |
| Tostón                      |       | Fuerteventura 28°42′55″B 14°00′49″T / 28,71539°B 14,01368°T             | Las Palmas Canary Islands             | Atlantic      | 1897/1986 | 30 m (98 ft)   | 35 m (115 ft)    | 17 nmi (31 km) |
| Touriñán                    |       | Cabo Touriñán 43°03′12″B 9°17′53″T / 43,05336°B 9,29814°T               | A Coruña Galicia                      | Atlantic      | 1898/1981 | 11 m (36 ft)   | 65 m (213 ft)    | 24 nmi (44 km) |
| Tower of Hercules           |       | A Coruña 43°23′09″B 8°24′23″T / 43,38594°B 8,40648°T                    | A Coruña Galicia                      | Atlantic      | ~110      | 55 m (180 ft)  | 106 m (348 ft)   | 23 nmi (43 km) |
| Tramuntana                  |       | Dragonera 39°35′53″B 2°20′17″Đ / 39,59803°B 2,33818°Đ                   | Balearic Islands                      | Mediterranean | 1910      | 15 m (49 ft)   | 67 m (220 ft)    | 14 nmi (26 km) |
| Valencia                    |       | Port of Valencia 39°26′57″B 0°18′08″T / 39,4491°B 0,30223°T             | Valencia Valencian Community          | Mediterranean | 1866/1904 | 22 m (72 ft)   | 30 m (98 ft)     | 20 nmi (37 km) |
| Zumaia                      |       | Zumaia 43°18′08″B 2°15′04″T / 43,30216°B 2,25102°T                      | Gipuzkoa Basque Country               | Atlantic      | 1882      | 12 m (39 ft)   | 41 m (135 ft)    | 12 nmi (22 km) |